# Zosne cachita
Zosne cachita är en skalbaggsart som beskrevs av Heller 1921. Zosne cachita ingår i släktet Zosne och familjen långhorningar.
Artens utbredningsområde är Filippinerna. Inga underarter finns listade i Catalogue of Life.